# Pontvallain
 Pontvallain ist eine französische Gemeinde mit 1614 Einwohnern (Stand 1. Januar 2022) im Département Sarthe in der Region Pays de la Loire. Sie gehört zum Arrondissement La Flèche und zum Kanton Le Lude.
Nachbargemeinden von Pontvallain sind Requeil, Château-l’Hermitage, Saint-Biez-en-Belin, Écommoy, Mayet, Sarcé, Coulongé und Mansigné.

## Bevölkerungsentwicklung
| Jahr      | 1962 | 1968 | 1975 | 1982 | 1990 | 1999 | 2007 |
| Einwohner | 1026 | 951  | 1025 | 1205 | 1249 | 1283 | 1558 |

## Sehenswürdigkeiten
- Burgruine La Faigne, von der lediglich die Motte blieb, der Wassergraben und die Kapelle
- Kapelle Notre-Dame de La Faigne, die ehemalige Schlosskirche, Pilgerstätte seit dem 11. Jahrhundert
- Auerochse von Pontvallain (Skelett 1947 entdeckt, jetzt im Musée Vert in Le Mans)
- Kirche Saint-Pierre-et-Saint-Paul

## Städtepartnerschaft
Seit 1988 besteht eine Städtepartnerschaft der neun Gemeinden Cérans-Foulletourte, Château-l’Hermitage, La Fontaine-Saint-Martin, Mansigné, Oizé, Pontvallain, Requeil, Saint-Jean-de-la-Motte und Yvré-le-Pôlin des ehemaligen – 2015 aufgelösten – Kantons Pontvallain zur niedersächsischen Gemeinde Visbek.